# Nieprzyzwoite piosenki
Nieprzyzwoite piosenki – pierwszy album duetu Anita Lipnicka & John Porter wydany w 2003 przez EMI Music Poland. Płyta uzyskała status platynowej.
Nagrania dotarły do 1. miejsca zestawienia OLiS.

## Lista utworów
1. "Bones of Love" – 3:02, sł. John Porter, muz. John Porter
2. "Beggar's Song" – 5:12, sł. John Porter, muz. John Porter
3. "Heaven Knows Why" – 3:32, sł. Anita Lipnicka, muz. Anita Lipnicka
4. "Then & Now" – 3:48, sł. John Porter, muz. John Porter
5. "Rose" – 2:45, sł. John Porter, muz. John Porter
6. "Everything Flows" – 4:58, sł. Anita Lipnicka, muz. Anita Lipnicka
7. "Learning (How to Fall)" – 4:40, sł. John Porter, muz. John Porter
8. "Cry" – 4:32, sł. Anita Lipnicka, muz. Anita Lipnicka
9. "Way Back to Love" – 4:28, sł. John Porter, muz. John Porter
10. "Cruel Magic" – 3:42, sł. John Porter, muz. John Porter
11. "Nobody Else" – 5:00, sł. Anita Lipnicka, muz. Anita Lipnicka
12. "Knock, Knock" – 4:47, sł. John Porter, muz. John Porter
13. "Strange Bird" – 4:28, sł. Anita Lipnicka, muz. Anita Lipnicka
14. "Sweet Jesus" – 6:16, sł. John Porter, muz. John Porter

## Wykonawcy
- Anita Lipnicka – wokal
- John Porter – wokal, gitara akustyczna
- Marcus Cliffe – gitara akustyczna, gitara basowa, keyboard
- Tony Beard – perkusja
- Melvin Duffy – pedal steel guitar, gitara elektryczna
- Jane Clark – skrzypce
- Piotr Winnicki – gitara elektryczna
- Paul Wicken – organy Hammonda, akordeon, pianino
- Roman Kunikowski – piano
- Marcin Lamch – double bass
- Hugh Burns – mandolina, gitara hiszpańska
- Martin Ditcham – instrumenty perkusyjne
- Paul Bangash – gitara basowa, gitara elektryczna
- Cameron Jenkins – produkcja